# بزبينا
بزبينا هي قرية لبنانية من قرى قضاء عكار في محافظة الشمال.
تبعد بزبينا حوالي 128 كلم (79.5392 مي) عن بيروت عاصمة لبنان. ترتفع حوالي 660 م (2165.46 قدم - 721.776 يارد) عن سطح البحر وتمتد على مساحة تُقدَّر بـ 593 هكتاراً (5.93 كلم²- 2.28898 مي²).